# Pyramida v Záwijit el-Mejjitínu
Pyramida v Záwijit el-Mejjitínu patří spolu s pyramidami, jež se nacházejí v Kule, Edfu, Nakádě, Síle, Sinki a na Elefantině do skupiny sedmi velmi podobných malých stupňovitých pyramid, které jsou rozmístěny po celém Egyptě. Tato pyramida se nachází 7 kilometrů jižně od města Minjá a je jedinou pyramidou, která leží na východním břehu Nilu. Dochovaly se z ní jen rozvaliny. Roku 1895 zde prováděl výzkum Raymond Weill a později Jean-Philippe Lauer.

## Popis
Pyramida byla vystavěna z kusů vápence místního původu, které byly pospojovány maltou z bahna, písku a vápna. Stavba má čtvercovou základnu s délkou strany 22,5 metrů. Původně měla tři stupně a byla vysoká přibližně 17 metrů. Dnes je vysoká pouze 4,75 metru. Žádné chodby ani komory se v pyramidě zřejmě nenacházely. Sklon stěny pyramidy byl kolem 80°. Západní strana pyramidy se odchyluje o 20° na severozápad od směru toku Nilu.

## Datování a stavebník
Pyramida v Záwijit el-Mejjitínu je datovaná do druhé poloviny 3. dynastie, přibližně mezi vládu Sechemcheta a Snofrua. Jejím stavebníkem mohl být faraon Hunej nebo Snofru.

## Funkce
Názory na funkci malých stupňovitých pyramid se různí. Jean-Philippe Lauer je označil za kenotafy královen z provincií, kde se narodily. Vito Maragioglio a Celeste Rinaldi se domnívali, že označovaly posvátná místa spjatá s mýtem o Horovi a Sutechovi. Nabil Svelim je považuje za památníky slunečního kultu. Podle Güntera Dreyera a Wernera Kaisera se jedná o památníky postavené poblíž provinčních center, které měly připomínat královu autoritu a přítomnost v místech vzdálených od hlavního města. Tuto teorii však zpochybnil Iorwerth Eiddon Stephen Edwards, který poukázal na pyramidu v Síle, jež stála přímo na dohled pyramidy v Médúmu a tak blízko hlavního města, že zde bylo zbytečné královu autoritu připomínat. Dieter Arnold se domníval, že pyramidy zhmotňovaly myšlenku počátečního pahorku.